# Дівичківська сільська територіальна громада
Дівичківська сільська територіальна громада — територіальна громада в Україні, в Бориспільському районі Київської області. Адміністративний центр — село Дівички.
Площа громади — 263,04 км², населення — 4521 особа (2020).
Утворена 4 серпня 2017 року шляхом об'єднання Дівичківської, Єрковецької, Ковалинської та Стовп'язької сільських рад Переяслав-Хмельницького району. 12 червня 2020 року в цих межах затверджена Кабінетом Міністрів України.

## Населені пункти
У складі громади 7 сіл:
| Село      | Населення (2020) |
| --------- | ---------------- |
| Дівички   | 1534             |
| Єрківці   | 952              |
| Ковалин   | 787              |
| Стовп'яги | 698              |
| Кавказ    | 298              |
| Веселе    | 207              |
| Гречаники | 45               |

## Старостинські округи
- Єрківцівський
- Ковалинський
- Стовп'ягівський

## Населення

### Мова
Розподіл населення населених пунктів громади за рідною мовою за даними перепису 2001 року:
| Мова            | Чисельність, осіб | Відсоток |
| --------------- | ----------------- | -------- |
| Українська      | 5 816             | 94,99%   |
| Російська       | 284               | 4,64%    |
| Білоруська      | 10                | 0,16%    |
| Вірменська      | 5                 | 0,08%    |
| Румунська       | 5                 | 0,08%    |
| Інші/Не вказали | 3                 | 0,05%    |
| Разом           | 6 123             | 100%     |